# Mutaz Essa Barshim
Mutaz Essa Barshim (tiếng Ả Rập: معتز عيسى برشم, đã Latinh hoá: Muʿtazz ʿĪsā Baršim; sinh ngày 24 tháng 6, 1991) là động viên điền kinh người Qatar và là nhà vô địch Thế vận hội Mùa hè 2020. Anh cũng là nhà vô địch thế giới với thành tích cá nhân tốt nhất là 2,43 m. Anh giành được huy chương vàng tại Giải vô địch thế giới 2017 ở Luân Đôn và Giải vô địch thế giới 2019 ở Doha. Tại Thế vận hội, Barshim đã giành huy chương đồng tại Thế vận hội Mùa hè 2012, huy chương bạc tại Thế vận hội Mùa hè 2016 ở Rio và đồng huy chương vàng tại Thế vận hội mùa hè 2020 ở Tokyo. Anh là nhà vô địch châu Á và trẻ thế giới năm 2010, đồng thời giành huy chương vàng môn nhảy cao tại Giải vô địch điền kinh châu Á 2011 và Đại hội thể thao quân sự thế giới 2011. Anh hiện đang giữ kỷ lục châu Á môn nhảy cao.

## Tiểu sử

### Đầu đời
Barshim sinh ra ở Doha trong một gia đình có bảy người. Gia đình anh là người gốc Sudan. Cha anh cũng là một vận động viên. Anh từng nói trong một cuộc phỏng vấn của IAAF, “Tôi lớn lên, không có gì đặc biệt, giống như bất kỳ đứa trẻ nào ở Qatar. Nhưng tôi may mắn khi được người bố huấn luyện."

### 2011
Anh đã giành huy chương vàng Giải vô địch điền kinh châu Á tại Kobe sau khi vượt qua mức xà 2,35 m, tạo nên kỷ lục quốc gia mới. Anh trở thành nhà vô địch tại Giải vô địch nhảy cao vùng Vịnh và Giải vô địch Ả Rập, kết thúc năm với một huy chương vàng quốc tế tại Đại hội thể thao Liên Ả Rập năm 2011 được tổ chức tại Doha.

### 2012
Tại Giải vô địch châu Á trong nhà 2012, được tổ chức tại Hàng Châu, Trung Quốc, vào ngày 19 tháng 2 năm 2012, Barshim đã giành được huy chương vàng và xác lập kỷ lục cá nhân (cũng như kỷ lục thế giới) mới là 2,37 m (7'9,25 "), phá vỡ kỷ lục cũ trước đó là 2,34

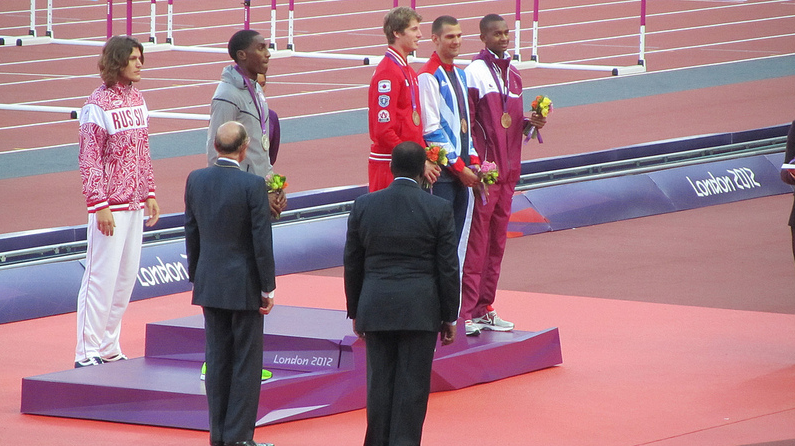
Barshim trên bậc nhận huy chương tại Olympic 2012

Tại Thế vận hội Mùa hè 2012, được tổ chức tại Thủ đô Luân Đôn của Vương quốc Anh, vào ngày 7 tháng 8, Barshim đã giành tấm huy chương đồng với thành tích nhảy 2,29, 
cũng về đích ở vị trí thứ ba là Derek Drouin đến từ Canada và Robert Grabarz từ Anh.

### 2013
Barshim bắt đầu mùa giải 2013 ở Thụy Điển, vào giữa tháng Giêng, anh tham gia sáu giải đấu ở châu Âu trong 3 tuần rưỡi, giành năm chiến thắng trong số sáu trận đấu, trước khi chấn thương lưng buộc phải kết thúc sớm. Thành tích tốt nhất của anh trong mùa giải này là 2,37 m.

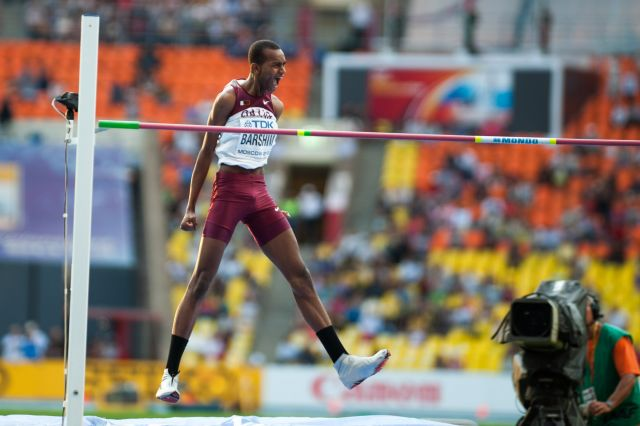
Màn ăn mừng của Barshim tại Giải vô địch thế giới 2013

Barshim kết thúc mùa giải trong nhà của mình vào ngày 6 tháng 2, vì anh không muốn mạo hiểm thêm chấn thương.
Mutaz bắt đầu mùa giải ngoài trời của mình vào ngày 10 tháng 4 năm 2013 với sự xuất hiện tại Giải vô địch điền kinh GCC được tổ chức tại Sân vận động Quốc tế Khalifa của Doha. Anh chỉ thực hiện hai lần nhảy. Sau khi giành được chiến thắng, anh bỏ cuộc để tránh gây thêm chấn thương. Em trai của anh là Muamer đứng ở vị trí thứ hai với mức nhảy 2,16.
Tại Prefontaine Classic Diamond League Meet ở Eugene, Oregon (ngày 1 tháng 6 năm 2013), Barshim đã giành chiến thắng và trở thành một trong 3 người vượt qua được mức xà 2,36 (7'8 3/4 "), để tạo nên kỷ lục thế giới mới.

### 2014
Vào đầu tháng 5, mùa giải mới của IAAF Diamond League bắt đầu diễn ra, anh phải chấp nhận việc Ukhov vượt qua anh trên bảng xếp hạng, trong khi Mutaz bị rơi xuống hạng tư sau Derek Drouin và Erik Kynard. Vào ngày 5 tháng 6 tại Rome, anh đã đảo ngược kết quả đó và giành được vị trí thứ ba tốt nhất trong khi Ukhov về thứ năm.
Cùng năm đó, Mutaz đã giành chiến thắng tại Giải vô địch điền kinh trong nhà châu Á 2014 tại Hàng Châu, Trung Quốc và Đại hội Thể thao châu Á 2014 tại Incheon, Hàn Quốc.

### 2015
Năm 2015, Barshim vô địch IAAF Diamond League ở Eugene, Oregon.

### 2016
Barshim một lần nữa đại diện cho Qatar tại Thế vận hội Mùa hè 2016, và giành được tấm huy chương bạc môn nhảy cao. Cũng trong năm đó, anh giành chiến thắng tại IAAF Diamond League và chỉ dừng chân ở Lausanne, Thụy Sĩ.

### 2017
Barshim đại diện cho Qatar tại Giải vô địch thế giới IAAF, và giành huy chương vàng môn nhảy cao. Không chỉ dừng lại ở đó, anh cũng giành được chiến thắng tại IAAF Diamond League và chỉ dừng bước ở Zurich, Birmingham, Paris và Thượng Hải vào năm 2017.

### 2018
Vào tháng 2, tại vòng 24 Banska Bystricia, chuỗi chiến thắng của anh ấy đã kết thúc sau 12 vòng dẫn đầu, anh xuống vị trí thứ hai. Tại Giải vô địch trong nhà thế giới IAAF ở Birmingham, Vương quốc Anh, anh đứng vị trí thứ hai.  Cùng năm đó, anh giành chức vô địch tại IAAF Diamond League.

### 2019
Vào tháng 10, Barshim đã trở thành người đầu tiên bảo vệ được danh hiệu thế giới khi anh giành chiến thắng tại quê nhà với thành tích nhảy là 2,37m.

### 2021
Vào ngày 1 tháng 8 năm 2021, anh cùng với vận động viên người Ý, Gianmarco Tamberi, chính thức giành huy chương vàng môn nhảy cao nam tại Thế vận hội mùa hè 2020 sau loạt thi ăn miếng trả miếng giữa cả hai người và cùng vượt qua mức xà 2,37m. Tamberi và Barshim đều đồng ý việc cả hai cùng nhận huy chương vàng, đây là trường hợp hiếm hoi trong lịch sử Olympic. Đặc biệt, anh đã hỏi một tình nguyện viên rằng: "Chúng tôi có thể có cùng nhận hai huy chương vàng chứ?"

## Thành tích
| Năm  | Giải đấu                        | Địa điểm              | Thứ hạng | Chú thích |
| ---- | ------------------------------- | --------------------- | -------- | --------- |
| 2010 | Giải vô địch trong nhà châu Á   | Tehran, Iran          | 1st      | 2.20 m    |
| 2010 | Giải vô địch trong nhà thế giới | Doha, Qatar           | 14th (q) | 2.23 m    |
| 2010 | Giải vô địch trẻ châu Á         | Hà Nội, Việt Nam      | 1st      | 2.31 m NR |
| 2010 | Giải vô địch trẻ thế giới       | Moncton, Canada       | 1st      | 2.30 m    |
| 2010 | Á vận hội                       | Guangzhou, Trung Quốc | 1st      | 2.27 m    |
| 2011 | Giải vô địch điền kinh châu Á   | Kobe, Nhật Bản        | 1st      | 2.35 m NR |
| 2011 | Giải vô địch thế giới           | Daegu, Hàn Quốc       | 7th      | 2.32 m    |
| 2011 | Đại hội Thể thao Ả Rập          | Doha, Qatar           | 1st      | 2.30 m    |
| 2012 | Giải vô địch trong nhà châu Á   | Hangzhou, Trung Quốc  | 1st      | 2.37 m AR |
| 2012 | Giải vô địch trong nhà thế giới | Istanbul, Thổ Nhĩ Kỳ  | 9th      | 2.28 m    |
| 2012 | Thế vận hội                     | Luân Đôn, Anh Quốc    | 2nd      | 2.29 m    |
| 2013 | Giải vô địch thế giới           | Moscow Nga            | 2nd      | 2.38 m    |
| 2014 | Giải vô địch trong nhà châu Á   | Hangzhou, Trung Quốc  | 1st      | 2.36 m    |
| 2014 | Giải vô địch trong nhà thế giới | Sopot, Ba Lan         | 1st      | 2.38 m AR |
| 2014 | Á vận hội                       | Incheon, Hàn Quốc     | 1st      | 2.35 m    |
| 2015 | Giải vô địch châu Á             | Wuhan, Trung Quốc     | 3rd      | 2.20 m    |
| 2015 | Giải vô địch thế giới           | Bắc Kinh, Trung Quốc  | 4th      | 2.33 m    |
| 2016 | Giải vô địch trong nhà châu Á   | Doha, Qatar           | 1st      | 2.35 m    |
| 2016 | Giải vô địch trong nhà thế giới | Portland, Hoa Kỳ      | 4th      | 2.29 m    |
| 2016 | Thế vận hội                     | Rio, Brasil           | 2nd      | 2.36 m    |
| 2017 | Giải vô địch thế giới           | Luân Đôn, Anh         | 1st      | 2.35 m    |
| 2018 | Giải vô địch trong châu Á       | Tehran, Iran          | 1st      | 2.38 m    |
| 2018 | Giải vô địch trong nhà thế giới | Birmingham, Anh Quốc  | 2nd      | 2.33 m    |
| 2019 | Giải vô địch thế giới           | Doha Qatar            | 1st      | 2.37 m    |
| 2021 | Thế vận hội                     | Tokyo, Nhật Bản       | 1st      | 2.37 m    |